# Rio Três Barras
Rio Três Barras är ett vattendrag i Brasilien.   Det ligger i delstaten Paraná, i den södra delen av landet, 1 000 km söder om huvudstaden Brasília.
Omgivningarna runt Rio Três Barras är huvudsakligen savann. Runt Rio Três Barras är det mycket glesbefolkat, med 7 invånare per kvadratkilometer.